# Piz Medel
Piz Medel är en bergstopp i Schweiz.   Den ligger i regionen Surselva och kantonen Graubünden, i den sydöstra delen av landet, 120 km öster om huvudstaden Bern. Toppen på Piz Medel är 3 210 meter över havet, eller 950 meter över den omgivande terrängen. Bredden vid basen är 16,4 km.
Terrängen runt Piz Medel är huvudsakligen bergig, men österut är den kuperad. Runt Piz Medel är det mycket glesbefolkat, med 3 invånare per kvadratkilometer.. Närmaste större samhälle är Disentis, 10,5 km norr om Piz Medel. 
Trakten runt Piz Medel består i huvudsak av gräsmarker.